# 司馬遷 (小惑星)
司馬遷 (12620 Simaqian) は小惑星帯にある小惑星。パロマー天文台のトム・ゲーレルスとライデン天文台のファン・ハウテン夫妻が発見した。
中国の歴史家、司馬遷に因んで名付けられた。